# Morten Jung-Olsen
Morten Jung-Olsen er en tidligere ansat ved det danske udenrigsministerium, der senere arbejdede for EU-Kommissionen og blev pensioneret i januar 2018. Under Den Kolde Krig var han spion for Stasi under dæknavnet Lenz.

## Agent Lenz
Umiddelbart før murens fald destruerede Stasi sine sagsmapper med oplysninger om efterretningstjenestens udenlandske agenter. Oplysningerne fandtes dog bevaret på de såkaldte SIRA-magnetbånd, som det først i 1998 lykkedes at afkode. Oplysningerne viste, at en dansk embedsmand havde været agent for Stasi under kodenavnet Lenz.
Lenz blev identificeret som Morten Jung-Olsen, og Jung-Olsen blev i 1999 under en juleferie i Danmark anholdt og sigtet for gennem 14 år at have spioneret for Stasi under dæknavnet Lenz. Jung-Olsen sad isolationsfængslet i 111 dage, men blev aldrig dømt, idet hans sag blev forældet blot få måneder før, den kom frem (forældelsesfristen var 10 år). Højst usædvanligt udtalte rigsadvokat Henning Fode, at Politiet havde fat i den rigtige mand, men at man blot ikke kunne få ham dømt. Jung-Olsen fik afslag på erstatning for uberettiget fængsling, fordi skyldsspørgsmålet blev anset for fuldstændigt afklaret. Embedsmanden hævdede, at der var sket en forveksling, men lagde aldrig sag an mod Danmark for uberettiget fængsling.

## Familiær baggrund
I sine erindringer har DDRs sidste spionchef Werner Grossmann bekræftet, at Morten Jung-Olsen var identisk med Lenz. Stasi var kommet i kontakt med danskeren gennem hans mor, der var kommunist og tillidskvinde:
"Vi hverver hende som agent og lærer derigennem hendes søn, Morten Jung-Olsen, at kende". Ifølge fhv. ankechef Johan Garde var faderen spaniensfrivillig og modstandsmand under Besættelsen. Han blev taget i 1944 og sendt i koncentrationslejr, men overlevede.
På grund af faderens status som tidligere modstandsmand og kz-fange boede Morten Jung-Olsen i studietiden på 4. Maj Kollegiet på Frederiksberg. Han læste til cand.polit.
Allerede som student blev Jung-Olsen hvervet som agent 1975. Ifølge Grossmann var planen at placere Lenz i EF-apparatet. Grossmann var begejstret, da det skete: "Endelig lykkes det Lenz at blive ansat i EF. Informationerne, han skaffer, er politisk værdifulde", skriver han i bogen. Inden da var Lenz 1979-81 ansat i Udenrigsministeriet og i Danida. Her har man vurderet, at udleveringen af 25 dokumenter i den periode var "skadelig". Blandt de opsnappede dokumenter var en fortrolig rapport om daværende udenrigsminister Kjeld Olesens (S) rådslagning med danske ambassadører. Lenz arbejdede for Stasi til den bitre ende, og Rigadvokaten har dokumentation for udbetalinger til Lenz frem til syv måneder før Murens fald i 1989. I sin tid som spion nåede han at levere ca. 100 rapporter til Stasi.
Ifølge journalisten og forfatteren Hans Davidsen-Nielsen blev Lenz-sagen muliggjort af, at det fra 1968 blev forbudt at registrere kommunister og andre personer fra de politiske yderfløje alene ud fra deres politiske overbevisning. Morten Jung-Olsen kom fra et hjem, hvor begge forældre var aktive i Danmarks Kommunistiske Parti, og han havde selv tidligere været aktiv i Danmarks Kommunistiske Ungdom.

## Fortsat ansættelse i EU
Günter Verheugen udnævnte i 2003 Morten Jung-Olsen til leder af EU-Kommissionens kontor for sager vedr. optagelsen af Bulgarien. Frem til sin pension i 2018 var Jung-Olsen chef for EU's kontor vedr. optagelsesforhandlingerne med Island. Det har givet anledning til kritiske spørgsmål, at en person, som har spioneret mod EU og dets medlemslande, fortsat kunne være ansat i samme organisation.